# William Friedkin
William David Friedkin (Chicago, 29 de agosto de 1935- Los Ángeles, 7 de agosto de 2023) fue un director de cine y televisión, productor y guionista estadounidense. En 1971 obtuvo, con 35 años, el premio Óscar por su película The French Connection. A lo largo de su trayectoria obtuvo además premios y nominaciones en certámenes como los Globo de Oro y en festivales como Cannes, Locarno, Sitges o Venecia.
Entre sus películas destacan The Night They Raided Minsky's (1968), Los chicos de la banda (1970), The French Connection (1971), El exorcista (1973), Sorcerer (1977), Cruising (1980), Vivir y morir en Los Ángeles (1985), Jade (1995), Rules of Engagement (2000) y The Hunted (2003).

## Biografía
Friedkin comenzó su carrera en 1962 haciendo trabajos para televisión, entre otros, en la serie Alfred Hitchcock presenta (1965), para la que dirigió alguno de sus capítulos. A lo largo de su trayectoria siguió vinculado al medio, dirigiendo episodios para series como The Twilight Zone (1985), Tales from the Crypt (1992) o C.S.I. (2007-2009). Además de su labor fílmica, ocasionalmente realizó documentales sobre directores como Fritz Lang o el sacerdote exorcista Gabriele Amorth.

"No pasé mucho tiempo con Hitchcock, pero sí te puedo decir que entrevistar a Lang fue difícil. La charla fue muy reveladora, me alegro de haberla hecho. A él no le gustaban sus producciones alemanas, sus obras maestras como M, el vampiro de Düsseldorf o Metrópolis, prefería las que había hecho en Hollywood. No sé por qué."
William Friedkin (Revista Fotogramas, 2017) 

En cine su primera película fue Good Times, de 1967, un musical protagonizado por Cher y Sonny Bono. Pero no fue hasta 1971 cuando su nombre se hizo reconocido al dirigir The French Connection, filme de suspenso policíaco protagonizado por Gene Hackman, Fernando Rey y Roy Scheider que recibió cinco premios Óscar.

"Bueno, a mí también me gustaría hacer una obra maestra, pero creo que nunca he hecho una. No al menos como las grandes obras maestras del cine. No como las obras maestras de, por ejemplo, Luis Buñuel. Nunca he hecho nada que se acerque a cualquiera de sus trabajos. O a las de Joseph Mankiewicz o John Huston. Sigo amando hacer cine, pero todo ha cambiado, la audiencia ha cambiado."
William Friedkin (Revista Fotogramas, 2017) 

Tras ese éxito llegaría en 1973 la obra maestra del cine de terror El exorcista, basada en  la novela del mismo título de William Peter Blatty, quien se encargó a su vez del guion de la cinta. Esta película fue nominada a diez premios Óscar (caso excepcional, tratándose de un filme de terror), de los que ganó dos.

"(películas imprescidibles en el cine de terror) Todas las de Dario Argento. Bueno, no, las primeras de Dario Argento. Suspiria, Rojo oscuro, Cuatro moscas sobre terciopelo gris o El pájaro de las plumas de cristal son películas de terror maravillosas. También incluiría La semilla del diablo, Alien, el octavo pasajero, Psicosis y recientemente una película llamada Get Out. Es una película realmente buena. Y la japonesa Onibaba. Oh, y la francesa Las diabólicas, de Henri-Georges Clouzot, increíble."
William Friedkin (Revista Fotogramas, 2017) 

Tras esos éxitos comerciales y de crítica, la carrera como realizador de Friedkin fue paulatinamente disminuyendo, aspecto incidido por su siguiente proyecto: Sorcerer (1977), una adaptación de la película El salario del miedo, de Henri-Georges Clouzot. Su fracaso en taquilla impulsó al realizador a tener que aceptar posteriormente proyectos de menor presupuesto como Cruising (1980), con Al Pacino y Paul Sorvino, o To Live and Die in L.A. (1986), con  William Petersen y Willem Dafoe.

"Para mí, los 70 no fueron una gran época en absoluto. Los 20, los 40 y los 50, esas fueron las únicas verdaderas edades de oro del cine. Y a nivel mundial, no solo en América."
William Friedkin (Revista Fotogramas, 2017) 

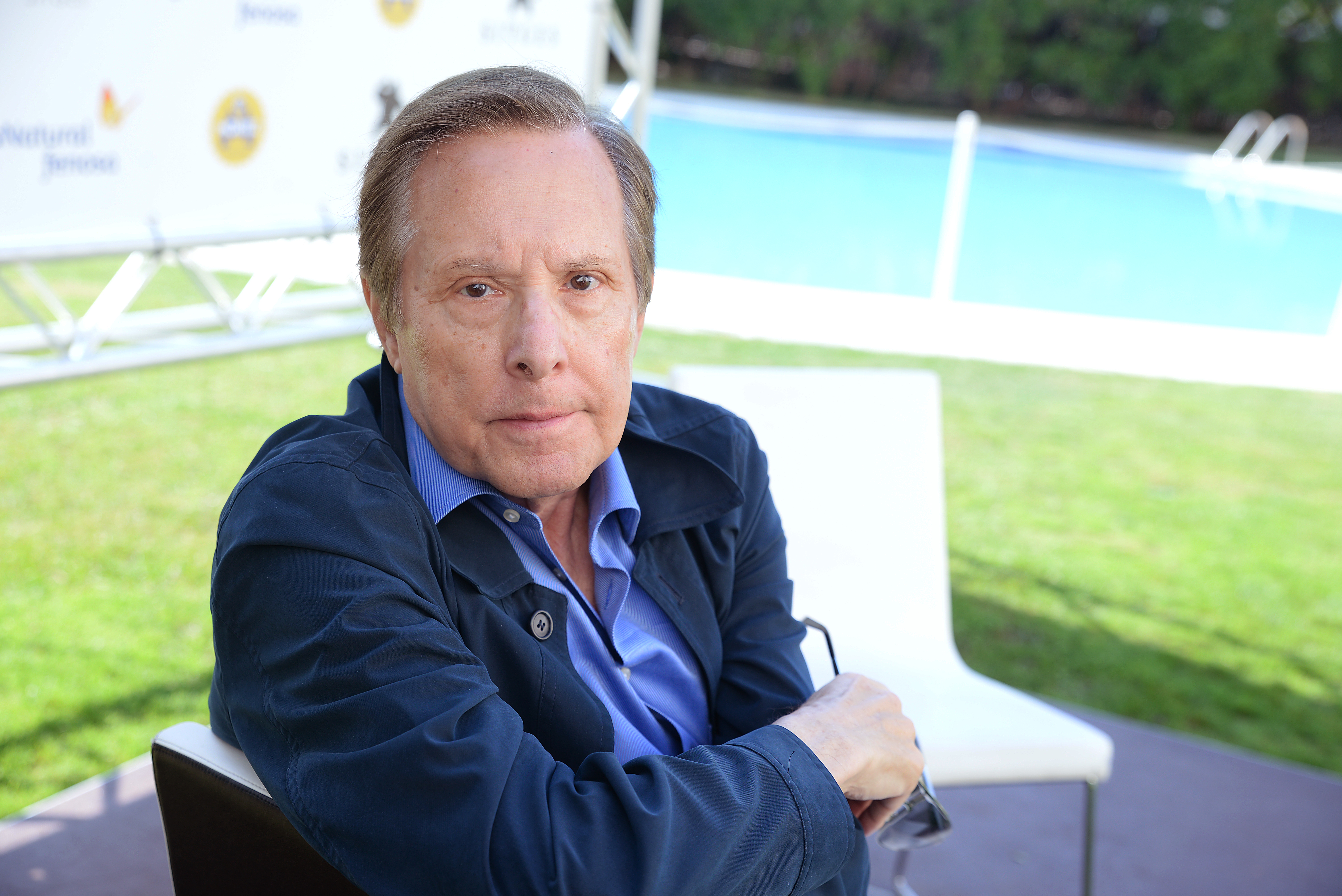
William Friedkin durante su visita en el Festival de Cine de Sitges, donde recogió el premio honorífico (2017).

Entre sus últimos trabajos para la gran pantalla se encuentran Jade (1995), con David Caruso y Linda Fiorentino; Rules of Engagement (2000), interpretada por Samuel L. Jackson, Tommy Lee Jones, Guy Pearce y Ben Kingsley; Bug (2006), con Ashley Judd, y Killer Joe (2011), con Matthew McConaughey y Emile Hirsch. También, desde 1996, desarrolló una intensa labor como director de ópera tras obtener el plácet de personalidades como Zubin Mehta o Plácido Domingo.

"Nunca antes había visto una ópera en directo y fue un reto interesante. Los cantantes de ópera quieren lo mismo que los actores y a mí me apasiona la complicidad que se establece entre todos los que colaboramos en el proyecto."
William Friedkin (La Vanguardia, 2017) 

## Fallecimiento
Falleció el 7 de agosto de 2023 a los 87 años de una neumonía e insuficiencia cardiaca, en su domicilio ubicado en Bel-Air.

## Filmografía
- Good Times (1967)
- The Birthday Party (1968)
- The Night They Raided Minsky's (1968)
- Los chicos de la banda (The Boys in the Band, 1970)
- The French Connection (1971)
- El exorcista (The Exorcist, 1973)
- Conversation with Fritz Lang (1975)
- Sorcerer (1977)
- The Brink's Job (1978)
- Cruising (1980)
- Deal of the Century (1983)
- To Live and Die in L.A. (1986)
- Rampage (1987)
- The Guardian (1990)
- Blue Chips (1994)
- Jade (1995)
- Doce hombres sin piedad: Veredicto final (12 Angry Men, TV, 1997)
- Rules of Engagement (2000)
- The Hunted (2003)
- Bug (2006)
- Killer Joe (2011)
- The Devil and Father Amorth (2017)

## Premios y distinciones
Premios Óscar
| Año  | Categoría               | Trabajo nominado      | Resultado |
| ---- | ----------------------- | --------------------- | --------- |
| 1972 | Óscar al mejor director | The French Connection | Ganador   |
| 1974 | Óscar al mejor director | El exorcista          | Nominado  |

Globos de Oro
| Año  | Categoría              | Trabajo nominado | Resultado |
| ---- | ---------------------- | ---------------- | --------- |
| 1974 | Mejor Película - Drama | El exorcista     | Ganador   |
| 1974 | Mejor Director         | El exorcista     | Ganador   |

Festival Internacional de Cine de Cannes
| Año  | Categoría       | Trabajo nominado | Resultado |
| ---- | --------------- | ---------------- | --------- |
| 2006 | Premio FIPRESCI | Bug              | Ganador   |

Festival Internacional de Cine de Venecia
| Año  | Categoría                          | Trabajo nominado | Resultado |
| ---- | ---------------------------------- | ---------------- | --------- |
| 2011 | Ratón de oro                       | Killer Joe       | Ganador   |
| 2013 | León dorado a toda una trayectoria | -                | Ganador   |